# Ferdinand Thomas (Maler)

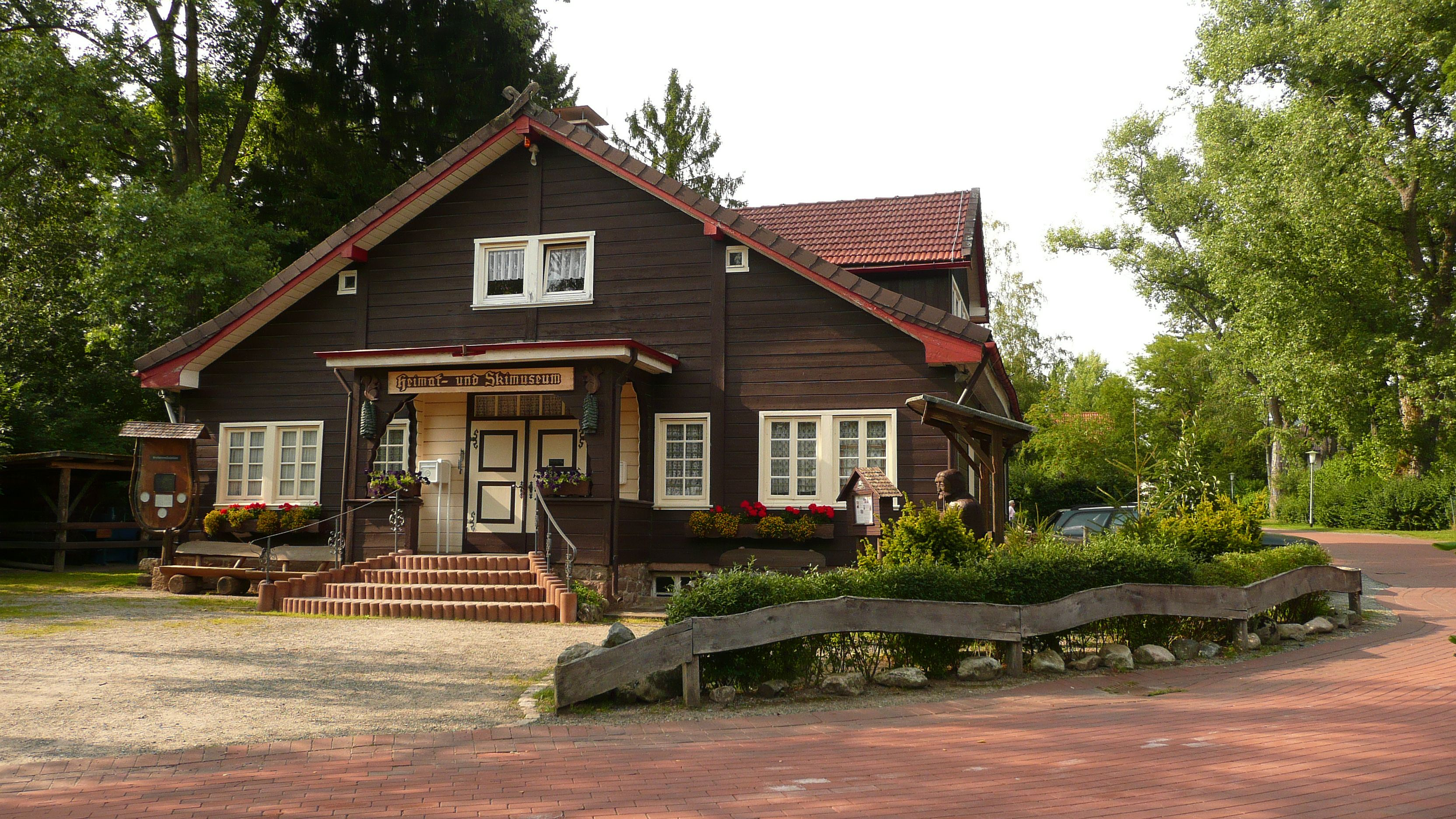
Das von Ferdinand Thomas mitbegründete, 1916 eröffnete Heimatmuseum Braunlage

Karl Friedrich Ferdinand Thomas (* 15. Oktober 1858 in Hasselfelde; † 18. Mai 1921 in Braunlage) war ein deutscher Kunst- und Landschaftsmaler.

## Leben
Ferdinand Thomas wurde 1858 in Hasselfelde im Herzogtum Braunschweig geboren. Er erhielt von 1880 bis 1886 eine Ausbildung zum Kunstmaler an der Großherzoglich-Sächsischen Kunstschule Weimar, wo er die Landschaftsklasse von Theodor Hagen besuchte. Er arbeitete bis ca. 1894 auch für den Weimarer Radierverein. Thomas war von 1904 bis zu seinem Tod als freischaffender Künstler in Braunlage im Harz tätig. Seine Hauptsujets waren der dortige Wald und die Hochmoore, woher sein Beiname Moormaler herrührt.
Im Jahre 1913 begann er, gemeinsam mit dem Oberförster Arthur Ulrichs und dem Lehrer Gottlieb Schmidts, bei den Einwohnern Braunlages erhaltenswerte alte Gegenstände für ein Heimatmuseum zu sammeln. Das Museum wurde 1916 eröffnet.
Ferdinand Thomas starb im Mai 1921 im Alter von 62 Jahren in Braunlage. Sein Grab befindet sich auf dem dortigen Friedhof an der Lauterberger Straße. Eine Auswahl seiner Werke wird im FIS-Ski- und Heimatmuseum Braunlage gezeigt. Nach ihm wurde der Ferdinand-Thomas-Weg in Braunlage benannt.

## Werke (Auswahl)
- Abendwanderung am Mühlbach, Öl auf Leinwand, 1907
- Kirche und Pfarrhaus in Braunlage im Oberharz, Öl auf Leinwand, 1915
- Hochmoor im Oberharz, Öl auf Leinwand, 1915